# Tradewind Yachts
Tradewind Cruises AB var en svensk segelbåtstillverkare i Skärhamn på Tjörn.
Företaget konstruerade främst segelyachter för privat bruk med Lars-Erik Johansson som chefskonstreuktör, men också skolfartyg och kryssningsfartyg. Till Tradewinds konstruktioner brukar S/Y Hamlet räknas som den första, även om fartyget förbyggdes innan bolagets grundades. Företagets mest kända konstruktion är förmodligen bramsegelskonaren Lady Ellen, sjösatt 1982. Det största fartyget är lyxyachten S/Y Baboon, sjösatt 1990.